# Mistrzostwa Europy w Zapasach 1979
34. Mistrzostwa Europy w zapasach odbywały się od 16 do 21 kwietnia 1979 roku w Bukareszcie w Rumunii.

## Styl klasyczny

### Medaliści
| Konkurencja | Złoto                | Srebro              | Brąz               |
| ----------- | -------------------- | ------------------- | ------------------ |
| -48 kg      | Constantin Alexandru | Paweł Christow      | Anatolij Bosin     |
| -52 kg      | Robert Nersesjan     | Nicu Gângă          | Lajos Rácz         |
| -57 kg      | Szamil Serikow       | Pasquale Passarelli | Josef Krysta       |
| -62 kg      | Stelios Mijakis      | István Tóth         | Kazimierz Lipień   |
| -68 kg      | Ștefan Rusu          | Iwan Stajkow        | Andrzej Supron     |
| -74 kg      | Ferenc Kocsis        | Wiaczesław Mkryczew | Nedełczo Nedew     |
| -82 kg      | Ion Draica           | Jan Dołgowicz       | Taimuras Apchasawa |
| -90 kg      | Frank Andersson      | Norbert Növényi     | Petre Dicu         |
| -100 kg     | Nikołaj Bałboszyn    | Roman Bierła        | Vasile Andrei      |
| +100 kg     | Aleksandyr Tomow     | Roman Codreanu      | Kenan Ege          |

### Tabela medalowa
| Lp. | Państwo        | Złoto | Srebro | Brąz |
| --- | -------------- | ----- | ------ | ---- |
| 1   | Rumunia        | 3     | 2      | 2    |
| 2   | ZSRR           | 3     | 1      | 2    |
| 3   | Węgry          | 1     | 2      | 1    |
|     | Bułgaria       | 1     | 2      | 1    |
| 5   | Szwecja        | 1     | 0      | 0    |
|     | Grecja         | 1     | 0      | 0    |
| 7   | Polska         | 0     | 2      | 2    |
| 8   | RFN            | 0     | 1      | 0    |
| 9   | Czechosłowacja | 0     | 0      | 1    |
|     | Turcja         | 0     | 0      | 1    |

## Styl wolny

### Medaliści
| Konkurencja | Złoto                | Srebro             | Brąz             |
| ----------- | -------------------- | ------------------ | ---------------- |
| -48 kg      | Arszak Sanonjan      | Jan Falandys       | Aurel Rentea     |
| -52 kg      | Jaragi Szugajew      | Hartmut Reich      | Andrzej Kudelski |
| -57 kg      | Siergiej Biełogłazow | Aurel Neagu        | Iwan Coczew      |
| -62 kg      | Micho Dukow          | Eduard Giray       | Jan Szymański    |
| -68 kg      | Nikołaj Pietrienko   | Iwan Jankow        | Eberhard Probst  |
| -74 kg      | Musan Abdul-Muslimow | Martin Knosp       | Aleksandyr Nanew |
| -82 kg      | Oleg Aleksiejew      | István Kovács      | Adolf Seger      |
| -90 kg      | Uwe Neupert          | Ałasz Daudow       | Iwan Ginow       |
| -100 kg     | Illa Mate            | Sławczo Czerwenkow | Vasile Pușcașu   |
| +100 kg     | Sałman Chasimikow    | Roland Gehrke      | Adam Sandurski   |

### Tabela medalowa
| Lp. | Państwo  | Złoto | Srebro | Brąz |
| --- | -------- | ----- | ------ | ---- |
| 1   | ZSRR     | 8     | 1      | 0    |
| 2   | Bułgaria | 1     | 2      | 3    |
| 3   | NRD      | 1     | 2      | 1    |
|     | RFN      | 0     | 2      | 1    |
| 5   | Polska   | 0     | 1      | 3    |
| 6   | Rumunia  | 0     | 1      | 2    |
| 7   | Węgry    | 0     | 1      | 0    |